# موريس جار
موريس جار (بالفرنسية: Maurice Jarre)‏ (13 سبتمبر 1924 – 29 مارس 2009) هو ملحن فرنسي راحل. بالرغم من تأليفه لعدة مقطوعات موسيقية للعرض العام، إلا أنه تخصص في تأليف موسيقى الأفلام والتي نال الكثير منها جوائز عالمية. وقد عمل مع العديد من المخرجين العالميين ذوي الشهرة مثل دافيد لين في فيلم لورنس العرب عام 1962 وفيلم دكتور جيفاغو عام 1965 وفيلم الطريق إلى الهند عام 1984. كما ألّف موسيقى فيلمي الرسالة 1976 وأسد الصحراء 1981 لمصطفى العقاد، وفيلم جمعية الشعراء الأموات عام 1989 وفيلم الشبح عام 1990. وله نجمة على رصيف شارع هوليوود الشهير في مدينة لوس أنجلوس منذ عام 2001.
موريس جار هو والد الملحن الفرنسي جون ميشال جار المعروف بآدائه للموسيقى الإلكترونية.

## روابط خارجية
- موريس جار على موقع IMDb (الإنجليزية)
- موريس جار على موقع مونزينجر (الألمانية)
- موريس جار على موقع ألو سيني (الفرنسية)
- موريس جار على موقع ميوزك برينز (الإنجليزية)
- موريس جار على موقع أول موفي (الإنجليزية)
- موريس جار على موقع قاعدة بيانات برودواي على الإنترنت (الإنجليزية)
- موريس جار على موقع قاعدة بيانات الأفلام السويدية (السويدية)
- موريس جار على موقع إن إن دي بي (الإنجليزية)
- موريس جار على موقع أول ميوزيك (الإنجليزية)
- موريس جار على موقع ديسكوغز (الإنجليزية)